# Рахмансаарі
Рахманса́рі (рос. Рахмансари, фін. Rahmansaari) — невеликий острів у Ладозькому озері, частина Західного архіпелагу. Територіально належить до Лахденпохського району Карелії, Росія.
Острів витягнутий з північного заходу на південний схід на 2,1 км, ширина 0,7 км. Вкритий лісами.